# Resolució 869 del Consell de Seguretat de les Nacions Unides
La Resolució 869 del Consell de Seguretat de les Nacions Unides fou adoptada per unanimitat el 30 de setembre de 1993. Després de reafirmar la Resolució 743 (1992) i les resolucions posteriors relatives a la Força de Protecció de les Nacions Unides (UNPROFOR), el Consell va prorrogar el seu mandat per unes altres 24 hores fins a l'1 d'octubre de 1993.
El Consell va reiterar la seva determinació d'assegurar la seguretat de la UNPROFOR i la seva llibertat de moviment per a totes les seves missions a Bòsnia i Hercegovina i a Croàcia.